# Loulans-Verchamp
Loulans-Verchamp és un municipi francès situat al departament de l'Alt Saona i a la regió de Borgonya - Franc Comtat. L'any 2007 tenia 469 habitants.

## Demografia

### Població
El 2007 la població de fet de Loulans-Verchamp era de 469 persones. Hi havia 174 famílies, de les quals 43 eren unipersonals (13 homes vivint sols i 30 dones vivint soles), 72 parelles sense fills, 51 parelles amb fills i 8 famílies monoparentals amb fills.
La població ha evolucionat segons el següent gràfic:
Habitants censats

### Habitatges
El 2007 hi havia 200 habitatges, 174 eren l'habitatge principal de la família, 23 eren segones residències i 2 estaven desocupats. 159 eren cases i 40 eren apartaments. Dels 174 habitatges principals, 120 estaven ocupats pels seus propietaris, 46 estaven llogats i ocupats pels llogaters i 7 estaven cedits a títol gratuït; 12 tenien dues cambres, 19 en tenien tres, 44 en tenien quatre i 99 en tenien cinc o més. 147 habitatges disposaven pel capbaix d'una plaça de pàrquing. A 79 habitatges hi havia un automòbil i a 81 n'hi havia dos o més.

### Piràmide de població
La piràmide de població per edats i sexe el 2009 era:
| Homes | Edats   | Dones |
| ----- | ------- | ----- |
| 0     | 95 o +  | 0     |
| 0     | 90 a 94 | 0     |
| 0     | 85 a 89 | 0     |
| 4     | 80 a 84 | 0     |
| 4     | 75 a 79 | 12    |
| 12    | 70 a 74 | 4     |
| 4     | 65 a 69 | 12    |
| 12    | 60 a 64 | 20    |
| 12    | 55 a 59 | 8     |
| 24    | 50 a 54 | 20    |
| 8     | 45 a 49 | 24    |
| 12    | 40 a 44 | 0     |
| 12    | 35 a 39 | 8     |
| 12    | 30 a 34 | 20    |
| 12    | 25 a 29 | 12    |
| 12    | 20 a 24 | 8     |
| 12    | 15 a 19 | 8     |
| 4     | 10 a 14 | 12    |
| 16    | 5 a 9   | 8     |
| 12    | 0 a 4   | 8     |

## Economia
El 2007 la població en edat de treballar era de 279 persones, 205 eren actives i 74 eren inactives. De les 205 persones actives 186 estaven ocupades (96 homes i 90 dones) i 20 estaven aturades (9 homes i 11 dones). De les 74 persones inactives 23 estaven jubilades, 29 estaven estudiant i 22 estaven classificades com a «altres inactius».

### Ingressos
El 2009 a Loulans-Verchamp hi havia 164 unitats fiscals que integraven 440 persones, la mediana anual d'ingressos fiscals per persona era de 17.447 €.

### Activitats econòmiques
Dels 22 establiments que hi havia el 2007, 3 eren d'empreses alimentàries, 1 d'una empresa de fabricació d'altres productes industrials, 1 d'una empresa de construcció, 6 d'empreses de comerç i reparació d'automòbils, 1 d'una empresa de transport, 2 d'empreses d'hostatgeria i restauració, 2 d'empreses de serveis, 3 d'entitats de l'administració pública i 3 d'empreses classificades com a «altres activitats de serveis».
Dels 5 establiments de servei als particulars que hi havia el 2009, 2 eren tallers de reparació d'automòbils i de material agrícola, 2 paletes i 1 perruqueria.
Dels 2 establiments comercials que hi havia el 2009, 1 era una botiga de menys de 120 m² i 1 una fleca.
L'any 2000 a Loulans-Verchamp hi havia 4 explotacions agrícoles.

## Equipaments sanitaris i escolars
El 2009 hi havia una escola elemental integrada dins d'un grup escolar amb les comunes properes formant una escola dispersa.

## Poblacions més properes
El següent diagrama mostra les poblacions més properes.